# 미스 리플리
《미스 리플리》(Miss Ripley)는 2011년 5월 30일부터 2011년 7월 19일까지 방송된 MBC의 월화드라마이다.
이 드라마의 원래 제목은 〈굿바이 미스 리플리〉였지만 굿바이가 부정적인 의미를 포함하고 있는 데다 제목이 길다는 이유로 〈리플리〉로 변경되었으나 의미가 명확하지 않은 관계로 지금의 제목으로 최종 낙점됐다.
아울러, 성추행이나 불륜 등의 내용을 지나치게 선정적으로 묘사하거나 모방 우려가 있는 범죄 장면을 구체적으로 묘사하는 내용을 내보내 방송통신심의위원회로부터 '경고' 조치를 받았다.

## 등장인물

### 주요 인물
- 김승우 : 장명훈 역
- 이다해 : 장미리(미라이) 역 (아역 : 정다빈)
- 박유천 : 송유현(유타카) 역
- 강혜정 : 문희주 역

### 장명훈의 가족
- 송재호 : 이경진 회장 역
- 정영숙 : 권씨 역 - 명훈 모
- 황지현 : 이귀연 역

### 유타카의 가족
- 장용 : 송기찬 회장 역
- 최명길 : 이화 부회장 역

### 호텔 직원들
- 김나운 : 정시영 실장 역
- 백봉기 : 김민구 대리 역
- 이보람 : 조은봄 역
- 류제희 : 이지현 역 - 프론트 여직원

### 주변 인물
- 박영지 : 박경훈 역
- 김창완 : 최성규 본부장 역
- 맹상훈 : 박재진 교수 역
- 이홍렬 : 방송국 이민기 국장 역[3]
- 김정태 : 히라야마 역
- 이상엽 : 하철진 역
- 민준현 : 한 실장 역

### 특별출연
- 지연 : 유우 역 (3회)
- 엑스파이브 : 한류스타 역 (3회)[4]
- 양미경 : 板本明子 역 - 유타카의 친모 (5회)[5]
- 엄기준 : 검찰청 검사 역 (14-16회)[6]

## 수상
- 2011년 MBC 연기대상 신인상 - 박유천
- 2011년 MBC 연기대상 PD상(남자) - 김정태

## 시청률
| 2011년 | 2011년   | 2011년         | 2011년       | 2011년         | 2011년       |
| 회차   | 방송일   | TNmS 시청률    | TNmS 시청률  | AGB 시청률     | AGB 시청률   |
| 회차   | 방송일   | 대한민국(전국) | 서울(수도권) | 대한민국(전국) | 서울(수도권) |
| ------ | -------- | -------------- | ------------ | -------------- | ------------ |
| 제1회  | 5월 30일 | 11.3%          | 14.2%        | 13.2%          | 14.6%        |
| 제2회  | 5월 31일 | 11.9%          | 15.6%        | 14.3%          | 16.4%        |
| 제3회  | 6월 6일  | 10.4%          | 12.5%        | 13.9%          | 15.6%        |
| 제4회  | 6월 7일  | 9.6%           | 11.8%        | 13.7%          | 15.6%        |
| 제5회  | 6월 13일 | 9.0%           | 11.3%        | 12.1%          | 14.0%        |
| 제6회  | 6월 14일 | 9.8%           | 12.6%        | 12.7%          | 14.3%        |
| 제7회  | 6월 20일 | 9.1%           | 10.4%        | 11.9%          | 14.7%        |
| 제8회  | 6월 21일 | 10.1%          | 12.2%        | 13.2%          | 15.2%        |
| 제9회  | 6월 27일 | 8.9%           | 11.0%        | 12.3%          | 14.8%        |
| 제10회 | 6월 28일 | 10.8%          | 12.8%        | 14.2%          | 17.0%        |
| 제11회 | 7월 4일  | 10.7%          | 12.7%        | 12.9%          | 14.8%        |
| 제12회 | 7월 5일  | 10.5%          | 12.9%        | 13.9%          | 15.8%        |
| 제13회 | 7월 11일 | 12.3%          | 14.6%        | 14.2%          | 15.9%        |
| 제14회 | 7월 12일 | 14.0%          | 16.4%        | 16.5%          | 19.1%        |
| 제15회 | 7월 18일 | 12.4%          | 15.5%        | 15.0%          | 16.9%        |
| 제16회 | 7월 19일 | 12.2%          | 15.4%        | 15.4%          | 16.6%        |

## O.S.T
- Part.1 화요비-<유리>
- Part.2 미루-<입버릇처럼> (엔딩테마), 양영준-<그대가 아니면>
- Part.3 박유천-<너를 위한 빈자리>

## DVD
- 2012년《미스리플리 MAKING FILM 유현의 본모습 DVD》
- 2012년《미스리플리 완전판 DVD》
- 2013년《미스리플리 극장편집판 DVD》

## 경쟁 프로그램
- 내게 거짓말을 해봐 (SBS)
- 무사 백동수 (SBS)
- 동안미녀 (KBS 2TV)
- 스파이 명월 (KBS 2TV)

## 같이 보기
- 리플리 증후군